# 卡爾夏登競技足球會
卡爾夏登競技足球會（Carshalton Athletic Football Club）是一支位於英格蘭卡爾夏登的職業足球會，目前於英格蘭足球依斯米安聯賽超聯組角逐。

## 外部連結
- Club website（页面存档备份，存于）
- CAFC Ladies website